# Breg pri Komendi
Breg pri Komendi je naselje v Občini Komenda.